# Geleira Jutulstraumen

A geleira Jutulstraumen ou  glaciar Jutulstraumen é uma grande geleira/glaciar na Terra da Rainha Maud, na Antártida, cerca de 120 milhas de comprimento, escoando na direção norte para a Plataforma de Gelo Fimbul entre a escarpa Kirwan, o maciço Borg e a cordilheira Ahlmann a oeste e as montanhas Sverdrup a leste. Mapeada por cartógrafos noruegueses a partir dos levantamentos e fotos aéreas da NBSAE (1949-52) e fotos aéreas da Expedição norueguesa (1958-59) e designada Jutulstraumen (o riacho do gigante). Mais especificamente jutulen são figuras assemelhadas a um troll dos contos populares noruegueses. O riacho de gelo alcança velocidades de cerca de 4 metros por dia próximo à costa onde está grandemente fendido.